# VAV3
VAV3‏ (Vav guanine nucleotide exchange factor 3) هوَ بروتين يُشَفر بواسطة جين VAV3 في الإنسان.